# Symphurus variegatus
 Symphurus variegatus és un peix teleosti de la família dels cinoglòssids i de l'ordre dels pleuronectiformes que viu a Sud-àfrica.